# Циклотронна частота
Циклотро́нна частота́ — циклічна частота обертання вільної зарядженої частки в однорідному магнітному полі.
Позначається {\displaystyle \omega _{H}}.
{\displaystyle \omega _{H}={\frac {|q|B}{mc}}} (в системі СГС),
де q — заряд частки, В — магнітна індукція, m — маса частки, c — швидкість світла .

## Класичний рух
На заряджену частку в магнітному полі діє сила Лоренца (в системі СГСГ).
{\displaystyle F={\frac {q}{c}}[\mathbf {v} ,\mathbf {B} ]},
де {\displaystyle \mathbf {v} } — швидкість частки.
Магнітне поле не впливає на класичну заряджену частку, яка рухається вздовж поля. Якщо ж класична заряджена частка має складову швидкості перпендикулярну вектору магнітної індукції ({\displaystyle v_{\perp }}), така частка здійснюватиме обертання із циклічною частотою, яка визначається наведеною формулою й називається циклотронною частотою. Якщо частка має складову швидкості вздовж поля й складову швидкості перпендикулярну полю, то вона рухатиметься по гвинтовій лінії.
Радіус спіралі:
- в системі СГСГ
{\displaystyle r_{H}={\frac {mcv_{\perp }}{|q|B}}}
- в Міжнародній системі величин (ISQ)
{\displaystyle r_{H}={\frac {mv_{\perp }}{|q|B}}}
називають циклотронним або ларморовим радіусом.
Магнітне поле закручує рух частки, й чим воно сильніше, тим менший радіус обертання.

## Квантова механіка
Енергія квантовомеханічної зарядженої частки в магнітному полі задається формулою (див. Рівні Ландау)
{\displaystyle E=\left(n+{\frac {1}{2}}\right)\hbar \omega _{H}+{\frac {p_{z}^{2}}{2m}}},
де n — певне квантове число, яке пробігає значення від 0 до нескінченості, {\displaystyle p_{z}} — складова імпульсу частки, направлена вздовж поля .

## Використання
Явище обертання часток в магнітному полі використовується в прискорювачах заряджених часток  — циклотронах.